# Peter Turkson

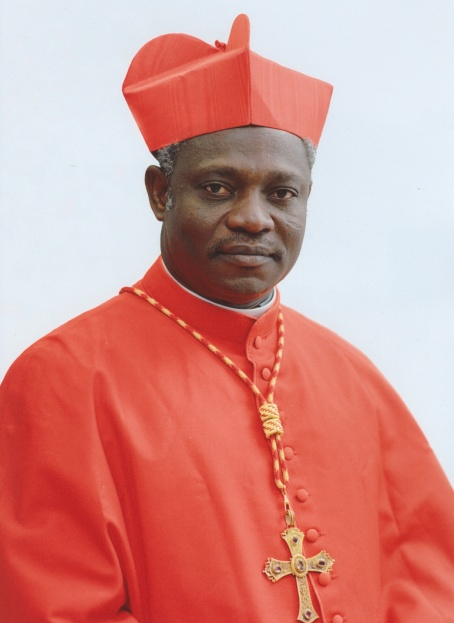
Peter Kardinal Turkson (2021)

Kardinalswappen von Peter Kardinal Turkson

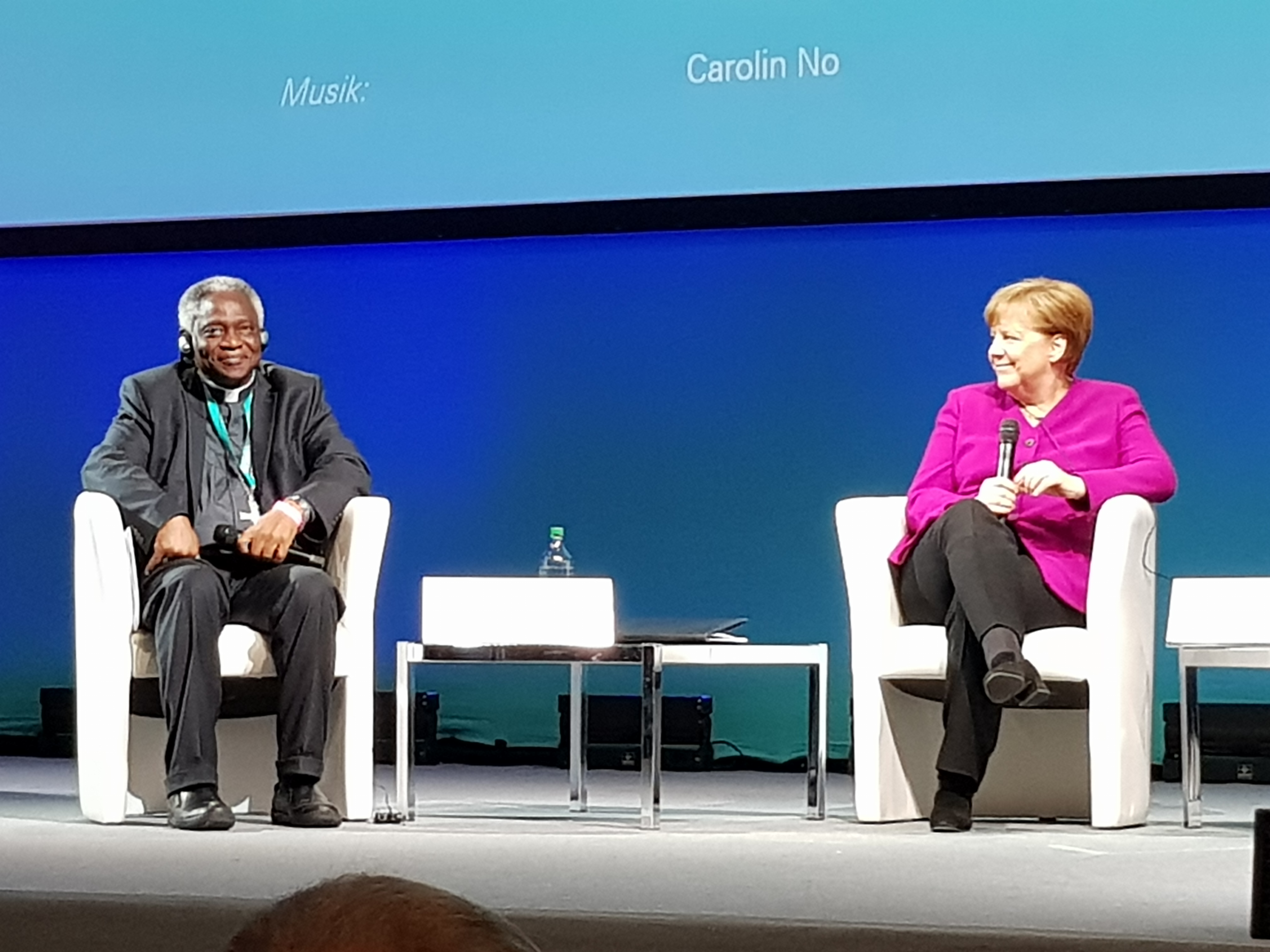
Kurienkardinal Peter Turkson bei einer Podiumsdiskussion mit Angela Merkel anlässlich des 101. Katholikentags in Münster

Peter Kodwo Appiah Kardinal Turkson (* 11. Oktober 1948 in Nsuta Wassa, Goldküste, heute Ghana) ist ein ghanaischer Geistlicher und Kurienkardinal der römisch-katholischen Kirche. Er leitete von 2017 bis 2021 als Kardinalpräfekt das Dikasterium für die ganzheitliche Entwicklung des Menschen und ist seit April 2022 Kanzler der Päpstlichen Akademie der Wissenschaften und der Päpstlichen Akademie der Sozialwissenschaften.

## Leben

### Kindheit und Jugend
Peter Turkson wurde am 11. Oktober 1948 als viertes von zehn Kindern des katholischen Zimmermanns Pius und der methodistischen Gemüseverkäuferin Agnes in Nsuta Wassa, Western Region, geboren. 1962 begann er mit dem Studium am St. Teresa’s Seminary in Amisano bei Elmina, das er 1967 beendete und zwischen 1969 und 1971 mit einem Philosophiestudium am St. Peter’s Regional Seminary in Pedu bei Cape Coast fortsetzte. Anschließend besuchte er das St. Anthony’s Seminary in den Vereinigten Staaten, das er als Master of Theology abschloss.
Turkson arbeitete in den 1970er und 1980er Jahren zeitweise als Professor am St. Teresa’s Seminary sowie als stellvertretender Leiter am St. Peter’s Regional Seminary. Am Päpstlichen Bibelinstitut erlangte er 1980 nach vierjährigem Studium das „Lizenziat der Heiligen Schrift“ (englisch licentiate in Sacred Scripture) und 1992 nach fünfjähriger Studienzeit den Doktortitel (doctorate in Sacred Scripture). Zwischenzeitlich war Turkson als Lecturer an der University of Cape Coast (1981–1987) und am Saint Coeur de Marie Major Seminary in Anyama, Elfenbeinküste (1983–1986) sowie als Kaplan in Cape Coast (1984–1986) tätig. In den Sommermonaten 1979 und 1980 arbeitete der Ghanaer einige Wochen lang als Aushilfspfarrer im bayerischen Illertissen-Au.

### Priester und Bischof

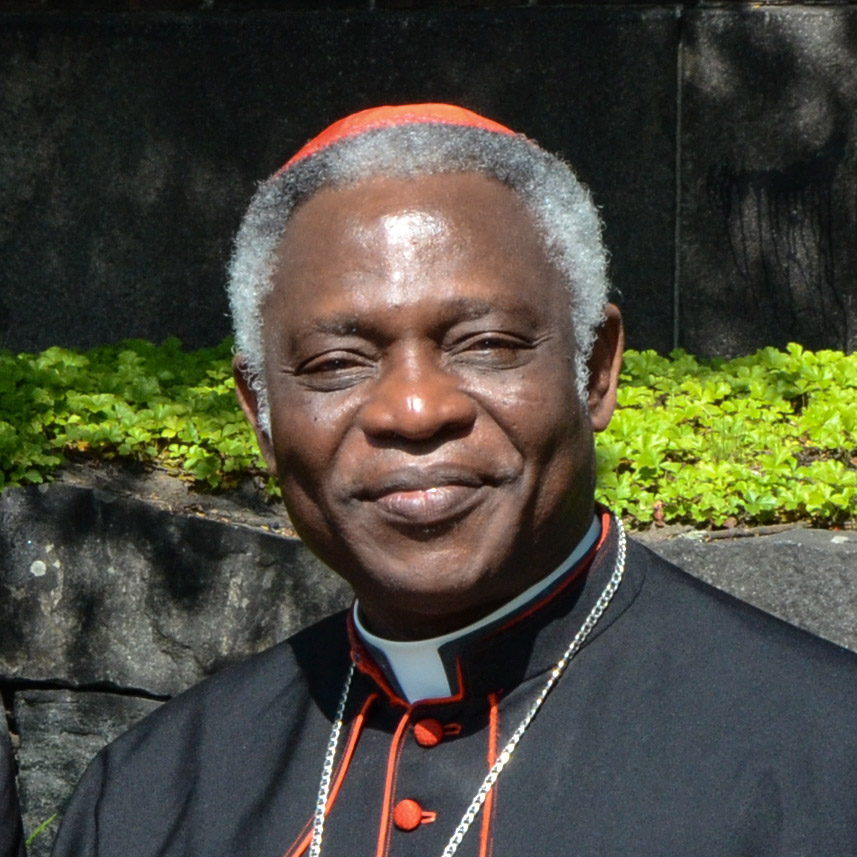
Kardinal Turkson (2016)

Am 20. Juli 1975 empfing Peter Turkson in der St. Francis de Sales Cathedral (Cape Coast) durch den damaligen Erzbischof von Cape Coast, John Kodwo Amissah, das Sakrament der Priesterweihe. Nach dem plötzlichen Tod Amissahs ernannte Papst Johannes Paul II. Turkson am 6. Oktober 1992 zum Erzbischof von Cape Coast. Die Bischofsweihe empfing er am 27. März 1993 durch den Erzbischof von Accra, Dominic Kodwo Andoh, in der St. Francis de Sales Cathedral von Cape Coast; Mitkonsekratoren waren der Erzbischof von Tamale und spätere Kardinal Peter Poreku Dery sowie der Erzbischof von Kumasi, Peter Kwasi Sarpong. Turksons Wahlspruch als Bischof lautete Vivere Christus est („Christus ist das Leben“) und stammt aus dem Brief des Paulus an die Philipper (Phil 1,21 ).
Von 1997 bis 2005 leitete er die ghanaische Bischofskonferenz. Er ist Großkanzler der 2002 gegründeten Catholic University College of Ghana. Seit 1997 gehört Turkson der Päpstlichen Kommission für den Dialog zwischen den Methodisten und den Katholiken an. Er hatte zahlreiche weitere Ämter inne, unter anderem bei dem Symposium der Bischofskonferenzen von Afrika und Madagaskar.

### Kardinal
Am 21. Oktober 2003 wurde er von Papst Johannes Paul II. als Kardinalpriester mit der Titelkirche San Liborio in das Kardinalskollegium aufgenommen. Nach dem Tod von Johannes Paul II. nahm Kardinal Turkson am Konklave 2005 teil. Am 14. Februar 2009 ernannte ihn Benedikt XVI. zum Generalrelator der im Oktober desselben Jahres stattfindenden Sonderversammlung für Afrika der Bischofssynode.
Am 24. Oktober 2009 wurde er von Papst Benedikt XVI. zum Präsidenten des Päpstlichen Rates für Gerechtigkeit und Frieden ernannt. Papst Franziskus hat ihn am 24. September 2013 in diesem Amt bestätigt.
Nach dem Rücktritt von Papst Benedikt XVI. nahm Kardinal Turkson am Konklave 2013 teil und wurde häufig als papabile gehandelt. Er nahm nach dem Tod von Papst Franziskus am Konklave 2025 teil, auch vor dieser Wahl wurde er in Medien als papabile gehandelt.
Papst Franziskus ernannte ihn am 8. Dezember 2013 zum Sonderbeauftragten für die Zeremonie zum Gedenken Nelson Mandelas, die am 10. Dezember 2013 stattfand.
Am 31. August 2016 ernannte ihn Papst Franziskus zum ersten Präfekten des neuerrichteten Dikasteriums für die ganzheitliche Entwicklung des Menschen, in dem die Tätigkeit des bisher von ihm geleiteten Päpstlichen Rates für Gerechtigkeit und Frieden zum 1. Januar 2017 aufging. Fünf Jahre nach der Errichtung des Dikasteriums und nach einer im Sommer 2021 erfolgten Evaluierung ordnete Papst Franziskus die Leitung der Behörde mit Wirkung vom 1. Januar 2022 neu. Zu diesem Zeitpunkt wurde Peter Kardinal Turkson als Präfekt verabschiedet und „ad interim“ durch den bisherigen Untersekretär Michael Kardinal Czerny SJ ersetzt. Am 4. April 2022 ernannte ihn Papst Franziskus zum Kanzler der Päpstlichen Akademie der Wissenschaften und der Päpstlichen Akademie der Sozialwissenschaften. Diese Ämter trat Turkson am 6. Juni desselben Jahres an.
Turkson spricht Fante und andere ghanaische Sprachen sowie fließend Englisch, Französisch, Italienisch, Deutsch und versteht Latein und Hebräisch.

## Standpunkte

### Homosexualität
Kardinal Peter Turkson erklärte nach der Kritik von UN-Generalsekretär Ban Ki-moon im Februar 2012, dass einige der gegen Homosexuelle verhängten Sanktionen in einigen subsahara-afrikanischen Ländern eine „Übertreibung“ seien. Gleichzeitig betonte er, dass die Intensität der Reaktionen wahrscheinlich mit der kulturellen Tradition übereinstimme. Er wies darauf hin, dass es wichtig sei, die Gründe für die Stigmatisierung von Homosexualität in Afrika zu verstehen, und forderte eine Unterscheidung zwischen moralischen Fragen und Menschenrechten.
In einem Interview mit Christiane Amanpour von CNN im Februar 2013 äußerte sich Turkson zu den Missbrauchsskandalen in der katholischen Kirche. Er erklärte, dass solche Skandale in Afrika wahrscheinlich nicht in dem Ausmaß auftreten würden wie in Europa. Als Begründung führte er an, dass afrikanische traditionelle Systeme die Bevölkerung vor solchen Tendenzen geschützt hätten, da in vielen afrikanischen Kulturen Homosexualität nicht toleriert werde. Diese Aussagen wurden von verschiedenen Seiten kritisiert, da sie einen Zusammenhang zwischen Homosexualität und Kindesmissbrauch suggerieren, was von Experten als unbegründet angesehen wird. Die American Psychological Association betont, dass homosexuelle Männer nicht eher dazu neigen, Kinder sexuell zu missbrauchen, als heterosexuelle Männer.
Im März 2021 unterstützte Turkson die Entscheidung der vatikanischen Glaubenskongregation, die Segnung gleichgeschlechtlicher Paare abzulehnen. Turksons Stellungnahme unterstreicht die Haltung der Katholischen Kirche, die zwischen der Würde der einzelnen Personen und der moralischen Bewertung ihrer Verbindungen unterscheidet. Während die Kirche homosexuelle Personen mit Achtung und Mitgefühl behandeln soll, bleibt die Segnung gleichgeschlechtlicher Partnerschaften unzulässig.
Im November 2023 sprach sich Turkson in einem Interview mit der BBC gegen die Kriminalisierung von Homosexualität in seinem Heimatland Ghana aus.  Er betonte, dass LGBT-Personen keine Straftat begangen hätten und daher nicht kriminalisiert werden dürften. Zudem rief er zur Mäßigung in der öffentlichen Debatte auf und plädierte für Aufklärung, um zwischen moralischen Überzeugungen und strafrechtlicher Relevanz zu unterscheiden. Diese Haltung stieß jedoch auf Widerspruch innerhalb der ghanaischen Kirche. Die Ghanaische Bischofskonferenz bekräftigte ihre Unterstützung für die Kriminalisierung von Homosexualität. Erzbischof Philip Naameh, Vorsitzender der Bischofskonferenz, erklärte, dass die Kirche wolle, „dass diese widerwärtige Praxis in unserem Land illegal gemacht wird“. Gleichzeitig betonten die Bischöfe, dass homosexuelle Menschen mit Respekt behandelt werden sollten, da sie nach dem Ebenbild Gottes geschaffen seien. Diese unterschiedlichen Positionen innerhalb der ghanaischen Kirche spiegeln die Spannungen zwischen kulturellen Traditionen, kirchlicher Lehre und universellen Menschenrechten wider. Während Kardinal Turkson für eine differenzierte Betrachtung und gegen strafrechtliche Sanktionen plädiert, halten die Bischöfe an einer strikten Ablehnung und rechtlichen Verfolgung homosexueller Handlungen fest.

### Kirche und Macht
In einem Interview äußerte er, seiner Erfahrung nach sei die Grundlage der „Macht“ der Kirche die „Nachfolge der einfachen und armen Menschen“, denen die Kirche zu dienen habe. “Noi siamo pastori e non facciamo politica” (deutsch: „Wir sind Seelsorger und machen keine Politik“), sagte er ferner in einem Interview mit der Tageszeitung des Vatikans L’Osservatore Romano; die Menschen müssten lernen, zwischen Pastoral und Politik zu unterscheiden. Eine Hauptaufgabe der Kirche sei es insofern, die Kenntnis der Sozialenzyklika Caritas in veritate in der Gesellschaft zu verbreiten.

### Umweltschutz
Peter Kardinal Turkson setzt sich für die Bewahrung der natürlichen Lebensgrundlagen ein. Er kritisiert beispielsweise die umweltschädlichen Methoden der Ausbeutung von Bodenschätzen in Ghana durch multinationale Konzerne ohne Rücksicht auf die Folgen für die Lebensbedingungen der betroffenen Menschen. Insbesondere seien afrikanische Landwirte durch die dauerhafte Belastung der Böden mit Umweltgiften bedroht. Umweltschutz in Afrika sei auch im Eigeninteresse des Nordens, da sich der Klimawandel weltweit auswirken und die Verschlechterung der Lebensbedingungen in Afrika den Migrationsdruck auf Europa und Amerika erhöhen würde.

### Mensuram Bonam
Im November 2022 veröffentlichte Turkson als Kanzler der Päpstlichen Akademie der Sozialwissenschaften das Dokument „Mensuram Bonam – Glaubensbasierte Maßstäbe für katholische Kapitalanleger: Ein Ausgangspunkt und Aufruf zum Handeln“. Es bietet erstmals umfassende Leitlinien für ethisch-nachhaltige Geldanlagen aus katholischer Sicht. Das Dokument basiert auf der katholischen Soziallehre und betont, dass Finanzanlagen dem Gemeinwohl dienen und mit den Prinzipien der Menschenwürde, sozialen Gerechtigkeit und ökologischen Verantwortung im Einklang stehen sollen. Mensuram Bonam empfiehlt konkrete Instrumente wie Ausschlusskriterien, Positiv- und Negativ-Screening sowie aktives Engagement, um christliche Werte in der Kapitalanlage umzusetzen. Es richtet sich an kirchliche Institutionen und Gläubige weltweit und wurde unter Mitwirkung internationaler Experten, darunter Vertreter von Ordensgemeinschaften, der Wissenschaft, kirchlicher Einrichtungen und der Vatikanbank, erarbeitet. Die Orientierungshilfe soll als Impuls dienen, ethische Standards in der Finanzwelt zu etablieren und eine sozial-ökologische Transformation aus christlicher Perspektive zu fördern. Im März 2025 stellte Turkson in Köln das Vatikan-Dokument „Mensuram Bonam“ (Das gute Maß) erstmals in deutscher Übersetzung vor, das von der deutschen Sektion der Päpstlichen Stiftung Centesimus Annus Pro Pontifice (CAPP), die sich für die Anliegen der katholischen Soziallehre einsetzt, zusammen mit dem Verlag Herder initiiert wurde, ergänzend mit Themen zu Environmental, Social and Governance.

### Weltwirtschaftsforum
Kardinal Turkson vertritt seit Jahren den Vatikan auf dem Weltwirtschaftsforum (World Economic Forum WEF) in Davos. Als Kanzler der Päpstlichen Akademien für Wissenschaften und Sozialwissenschaften überbrachte er 2025 eine Botschaft von Papst Franziskus, in der dieser zur ethischen Nutzung von Künstlicher Intelligenz (KI) aufrief. Der Papst betonte, dass KI die Menschenwürde achten und nicht für Effizienzgewinne geopfert werden dürfe. Er warnte vor einer „Krise der Wahrheit“, die durch den Einsatz von KI verschärft werden könne, und forderte Regierungen und Unternehmen zu verantwortungsvollem Handeln auf.

## Mitgliedschaften
Peter Turkson ist Mitglied folgender Dikasterien der römischen Kurie:
- Dikasterium für die Glaubenslehre (seit 2010)[33]
- Dikasterium für den Gottesdienst und die Sakramentenordnung (seit 2005)[34]
- Dikasterium für die Evangelisierung (seit 2009)[35]
- Kongregation für das Katholische Bildungswesen (seit 2012)[36]
- Dikasterium zur Förderung der Einheit der Christen (seit 2002[37], bestätigt 2003[38] und 2013[39])
- Päpstlicher Rat für Gerechtigkeit und Frieden (2007–2016)[40]
- Päpstlicher Rat Cor Unum (2010–2016)[41]
- Kardinalskommission der Güterverwaltung des Apostolischen Stuhls (seit 2021)[42]
- Päpstliches Komitee für die Eucharistischen Kongresse (seit 2010)[43]
- Päpstliche Kommission für die Kulturgüter der Kirche (seit 2002[44], bestätigt 2003[38])

Er ist Mitglied des Beirats des Dignitatis Humanae Institute.

## Auszeichnungen und Ehrungen
Ehrendoktorwürden
- Ehrendoktorwürde der University of Ghana, verliehen im Jahr 2004[46]
- Ehrendoktorwürde der University of Education, Winneba, verliehen im Jahr 2004[47]
- Ehrendoktorwürde des Holy Cross College, IN, verliehen im Jahr 2006[48]
- Ehrendoktorwürde der Kwame Nkrumah University of Science and Technology, verliehen im Jahr 2011[49]
- Ehrendoktorwürde des Mount Saint Mary College, NY, verliehen im Jahr 2012[50]
- Ehrendoktorwürde der Saint Paul University, ON, verliehen im Jahr 2012[51]
- Ehrendoktorwürde der Duquesne University, verliehen im Jahr 2012[52]
- Ehrendoktorwürde der St. John’s University, Queens, New York[53]
- Ehrendoktorwürde der Fu Jen University, Taiwan[53]
- Ehrendoktorwürde der University of St. Francis, Fort Wayne, Indiana[53]

Auszeichnungen und Ehrungen
- Order of the Star of Ghana, höchste Ehrung Ghanas im Juli 2006[54][53]
- Order of the Rock der Anomabo Traditional Area, Ghana[53]
- Ehrenbürger von Vittoriosa (Birgu), Malta[53]
- Aufnahme in die Europäische Akademie der Wissenschaften und Künste[53]